# Ketelbrug (Gent)

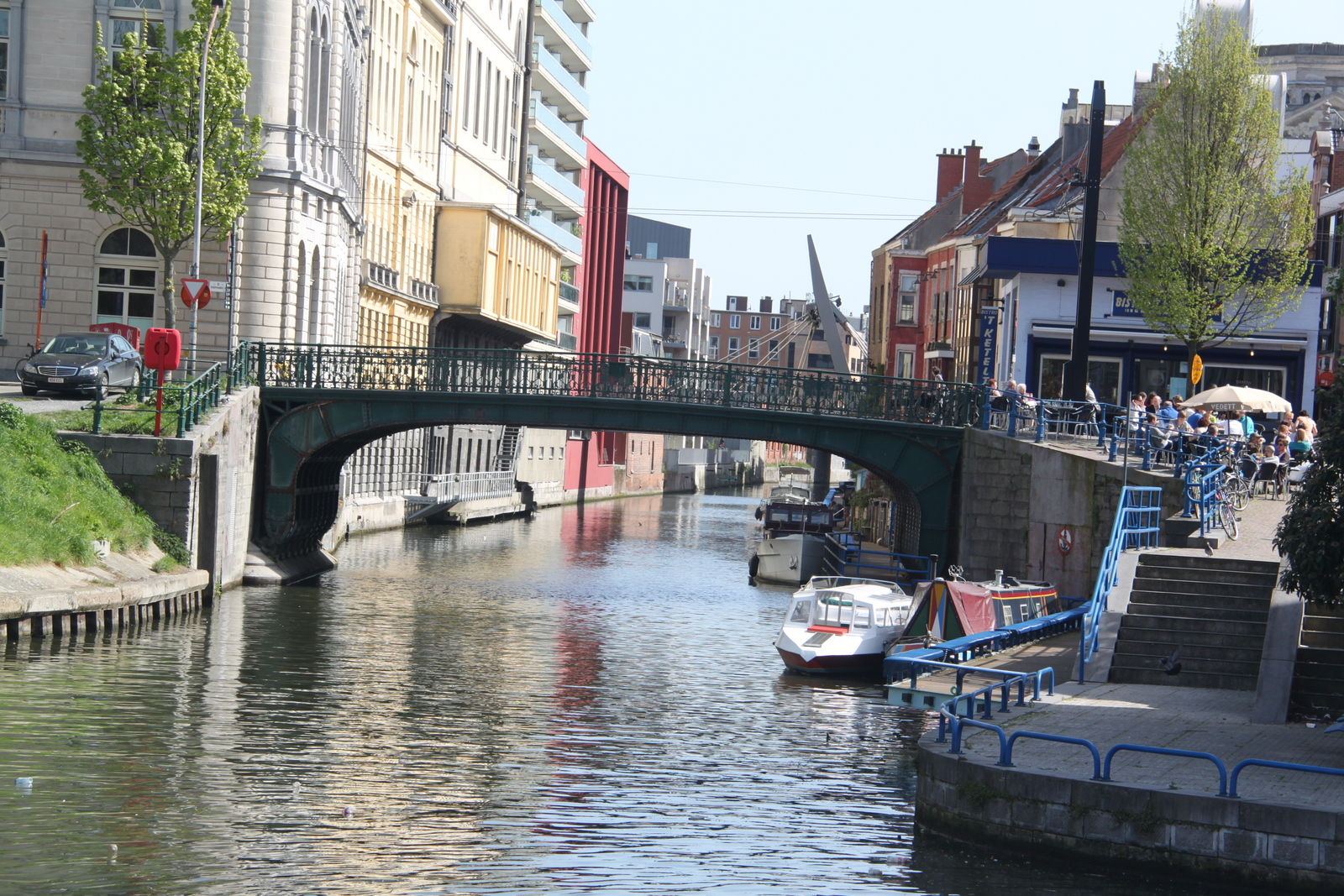
Ketelbrug

De Ketelbrug is een vaste ijzeren brug over de Ketelvest in Gent, die van oudsher de verbinding tussen de Leie en de Schelde vormt. Vroeger was dit de brug tussen het rechtsgebied van de stad en het gebied dat onder de bevoegdheid van de abt van de Sint-Pietersabdij stond. Doorvaarthoogte KP +4,00 m
De Ketelbrug was eerder gekend als de Ketelpoortbrug, maar de naam werd afgekort. Het was een stenen brug, die in 1857 werd vervangen door een metalen vaste brug, met een enkel tramspoor. Van 1910 tot 1912 werd de brug vernieuwd en anderhalve meter verhoogd, en werd een dubbel tramspoor over de brug aangelegd.